# Jasper (Minnesota)
Jasper – miasto w Stanach Zjednoczonych, w stanie Minnesota, w hrabstwie Rock.